# Éric Digaire
Éric Digaire, né le 12 décembre 1972 à Morlaix, est un musicien et producteur français. Il est principalement connu en tant que membre de Matmatah, pour avoir été le cofondateur et bassiste du groupe de 1995 à 2008, puis à partir de 2016.

## Biographie

### Matmatah

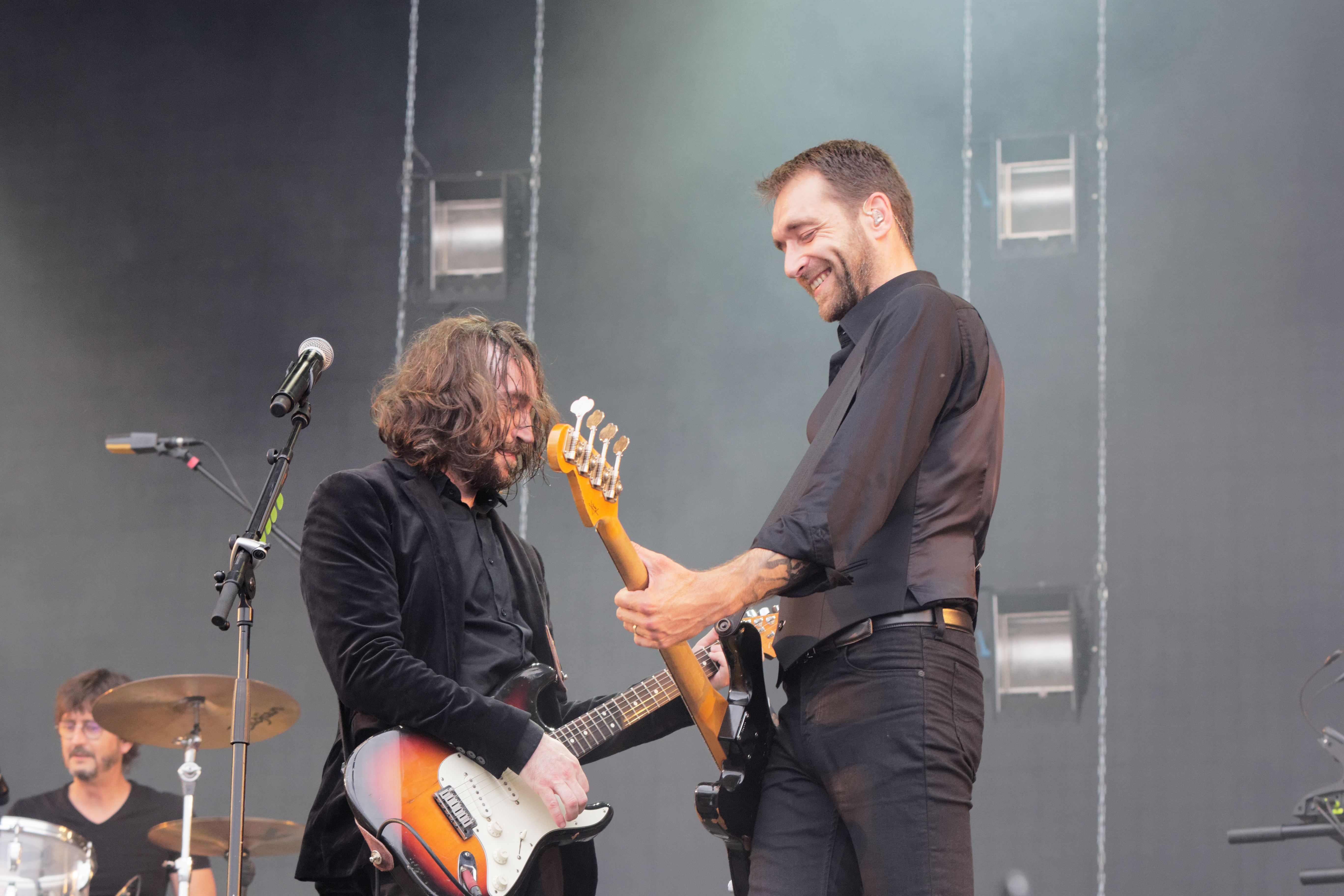
Matmatah en 2017 de retour au festival des Vieilles Charrues.

Après avoir obtenu une licence de géographie avec mention à l'université de Bretagne occidentale, Éric Digaire ne continue pas en maîtrise pour devenir professeur. Il prend une année sabbatique et se consacre à Matmatah, son premier groupe. Lors de sa rencontre avec Tristan Nihouarn dans un bar de Brest, ce dernier lui propose de rejoindre son groupe comme bassiste. Éric accepte, malgré le fait qu'il n'avait aucune notion en guitare basse, ne jouant à l'époque que du clavier. Le surlendemain, Matmatah donnait son premier concert.

### L'après-Matmatah
Après l'arrêt du groupe en 2008, Éric Digaire coopère avec Thierry Garacino en tant qu'arrangeur/producteur pour des artistes comme Nicolas Vidal. Régisseur et programmateur de la salle Avel-Vor à Plougastel-Daoulas, il en devient le directeur en février 2010. En 2014, il devient coordinateur événementiel à la mairie de la ville.

### Retour en tant que bassiste
Le 23 septembre 2016, après huit ans d'absence, Matmatah annonce son retour, avec l'album Plates coutures et quatre vingt-dix-sept concerts s'enchaînent en un an et demi, en France et en Belgique, Suisse, Corée du Sud, à Saint-Pierre-et-Miquelon, Montréal, La Réunion l'été 2018. Il jongle entre différentes responsabilités, à savoir musicien professionnel, directeur de salle de spectacles, responsable du service culture et directeur du pôle communication, culture, animation, vie associative, sport de Plougastel-Daoulas.

## Discographie

### Musicien
Éric Digaire a participé à tous les albums de Matmatah comme bassiste et chanteur (chœurs)..
Voir Discographie de Matmatah.